# Inhibitory dipeptydylopeptydazy 4

Schemat działania inhibitorów DPP-4

Inhibitory dipeptydylopeptydazy 4 – grupa doustnych leków hipoglikemizujących, działających przez blokowanie enzymu dipeptydylopeptydazy 4 (DPP-4). Znajdują zastosowanie w farmakoterapii cukrzycy typu 2. 
Pierwszy lek z tej grupy, sitagliptyna, został dopuszczony przez Agencję Żywności i Leków do stosowania na terenie Stanów Zjednoczonych w roku 2006. W marcu 2007 Komisja Europejska udzieliła pozwolenia na wprowadzenie preparatu do obrotu w całej Unii Europejskiej; pod koniec tego samego roku został on dopuszczony w Australii do leczenia cukrzycy typu 2. 
Mechanizm działania tych leków polega prawdopodobnie na zwiększeniu poziomu inkretyn (GLP-1 i GIP) przez hamowanie ich rozkładania w wątrobie. Inkretyny hamują uwalnianie glukagonu, zmniejszając glikemię, zwiększają uwalnianie insuliny i opóźniają opróżnianie żołądka.
Do inhibitorów DPP-4 należą:
- sitagliptyna (Merck & Co., nazwa handlowa Januvia)
- wildagliptyna (Novartis, nazwa handlowa Galvus)
- saksagliptyna (Bristol-Myers Squibb, AstraZeneca i Otsuka Pharmaceutical Co., nazwa handlowa Onglyza)
- linagliptyna (Boehringer Ingelheim, nazwa handlowa Trajenta)
- alogliptyna (Takeda Pharmaceutical Company).

Berberyna, popularny ziołowy suplement diety, również hamuje aktywność DPP-4, co częściowo tłumaczy jej działanie hipoglikemizujące.
Długoterminowe przedkliniczne badania na zwierzętach laboratoryjnych nie wykazały, aby inhibitory DPP-4 miały potencjał onkogenny, mimo że jedno badanie in vitro sugerowało taką możliwość. Teoretycznie inhibitory DPP-4 mogą sprzyjać progresji nowotworu, ponieważ blokowany przez nie enzym jest białkiem supresorowym.